# SS Arratoon Apcar
El SS Arratoon Apcar fue un buque mercante de vela y vapor con casco de hierro que se construyó en Escocia en 1861 y naufragó frente a las costas de Florida en 1878. Sus restos, en aguas poco profundas de Fowey Rocks, son ahora un lugar de buceo.

## Hundimiento
En febrero de 1878, el Arratoon Apcar se dirigía de Liverpool (Inglaterra) a La Habana (Cuba) con un cargamento de carbón. El 17 de febrero de 1878 encalló en Fowey Rocks, debido a un error de cálculo de su capitán, el capitán Pottinger.
Otros buques ya habían naufragado en el arrecife. En ese momento se estaba construyendo el Faro Fowey Rocks, y los trabajadores de la construcción estaban acampados en una plataforma sobre los nuevos pilotes de tornillo para el faro. Estuvieron a punto de ser alcanzados por el barco, que se detuvo en las rocas a sólo 200 yardas (180 m) de distancia.
La tripulación del buque pasó tres días intentando bombearlo antes de abandonarlo y dirigirse a tierra en sus botes salvavidas. El Tappahannock rescató al capitán Pottinger y a toda su tripulación de 24 hombres. El fuerte oleaje empujó al barco contra el arrecife, rompiéndolo contra las rocas[9] Fue una pérdida total el 12 de marzo de 1878.

## Pecio

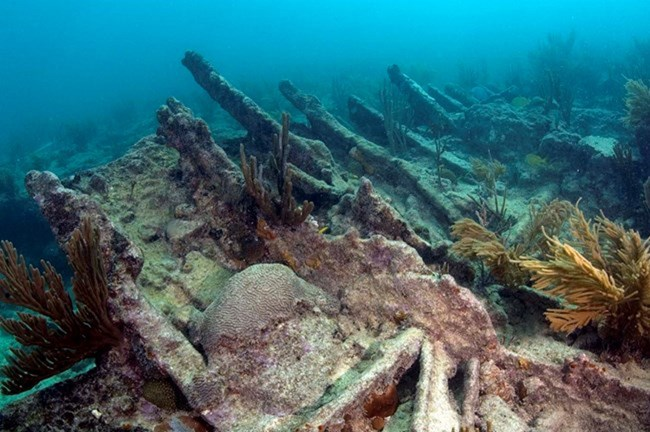
Parte del naufragio

El pecio se encuentra a una profundidad de 3 a 6 m cerca de Fowey Rocks. El casco inferior y las cuadernas de hierro del barco son visibles, con incrustaciones de coral, junto con restos de otras partes del barco. Hay muchos peces y, con aguas poco profundas, en el lugar se practica snorkel o submarinismo. Sin embargo, las aguas poco profundas cercanas al arrecife pueden crear fuertes marejadas que podrían dañar una embarcación. Arratoon Apcar es uno de los cinco pecios históricos de la "Ruta de los Naufragios" del Parque Nacional de Biscayne.